# Fionnuala Sherry
Fionnuala Sherry (Naas, Condado de Kildare, 25 de janeiro de 1960) é uma violinista irlandesa que, junto com Rolf Løvland, forma o duo irlando-norueguês Secret Garden, vencedor do Festival Eurovisão da Canção 1995 com a canção Nocturne.
Sherry começou a tocar violino aos oito anos. Aos quinze, mudou-se para Dublin no intuito de continuar sua educação musical. Graduou-se com honras na Faculdade de Música do Trinity College, Dublin. Iniciou sua carreira profissional quando foi contratada pela orquestra da  RTÉ, RTÉ Concert Orchestra, onde foi membro durante dez anos. 
Sherry tem colaborado com uma grande variedade de músicos, incluindo The Chieftains, Sinéad O'Connor, Van Morrison, Chris de Burgh, Bono Vox e Wet Wet Wet. Ela também gravou várias trilha-sonoras para filmes de Hollywood com a Irish Film Orchestra, incluindo A Room with a View e The Mask.
Sherry escreveu e apresentou um programa infantil na televisão nacional irlandêsa, baseado em um conceito que ela mesma inventou.
Em 2010, lança seu primeiro álbum solo, Songs From Before no qual interpreta canções tradicionais irlandêsas.

## Discografia

### Secret Garden
- 1996 - Songs from a Secret Garden
- 1997 - White stones
- 1998 - Fairytales
- 1999 - Dawn of a New Century
- 2001 - Dreamcatcher (album)
- 2002 - Once in a Red Moon
- 2004 - Dreamcatcher: Best Of - (Australia)
- 2005 - Earthsongs
- 2007 - Inside I'm Singing

## Solo
- 2010 - Songs From Before